# 姉崎吾郎
姉崎 吾郎（あねざき ごろう、1976年5月10日 - ）は、日本のプロレスのレフェリー。本名：姉崎 伸康（あねざき のぶやす）。

## 略歴
1994年、FMW入社、和田京平に弟子入りしてレフェリー活動開始。
2001年、FMWを退社し、全日本プロレスに移籍。
2006年、全日本も退社、フリーとしてキングスロード旗揚げに関わる。
その後はElDorado、ZERO1で裁く。
現在は666を中心にアイスリボン、プロレス佐野魂などで幅広くレフェリーを行う。
2013年8月25日の全日本大田区総合体育館大会でフリーながら7年ぶりの古巣復帰。